# Busan Open Challenger 2003
Il Busan Open Challenger 2003 è stato un torneo di tennis facente parte della categoria ATP Challenger Series nell'ambito dell'ATP Challenger Series 2003. Il torneo si è giocato a Pusan in Corea del Sud dal 9 al 14 giugno 2003 su campi in cemento.

## Vincitori

### Singolare
Young-Jun Kim ha battuto in finale  Tasuku Iwami che si è ritirato sul punteggio di 6–3, 4–1 ritiro.

### Doppio
Toshihide Matsui /  Michihisa Onoda hanno battuto in finale  Seung-Bok Baek /  Seung-Kyu Park con il punteggio di 6–1, 6–3.